# Antilliclodes fugitans
Antilliclodes fugitans är en insektsart som beskrevs av Otte, D. och Perez-gelabert 2009. Antilliclodes fugitans ingår i släktet Antilliclodes och familjen syrsor. Inga underarter finns listade i Catalogue of Life.